# Dodge
Dodge er et amerikansk bilmærke grundlagt omkring år 1900 af brødrene John og Horace Dodge. Oprindeligt lavede brødrene cykler men besluttede sig for at lave biler i stedet. Det startede beskedent med at lave mekaniske dele til Ford og førte med tiden til, at de begyndte af lave deres egne biler.
I dag er Dodge ejet af Chrysler Group LLC og er fortsat et af de mest ikoniske mærker på det verdensomspændende bilmarked. Dodge-bilerne kan nemt genkendes på den store plustegns-formede kølergrill.[kilde mangler]
Ved omlægningen af Chrysler Group i 2009 udskiltes Dodges række af pickup-modeller og produceres nu under Ram Trucks.

## Historie
- 1900erne: John og Horace Dodge siger farvel til cykelfremstilling og skriver kontrakt med Ford om fremstilling af mekaniske dele til den nye Ford-automobil.
- 1910erne:
  - I 1914, under navnet Dodge Brothers Motor Vehicles løber den første passagerbil, "Old Betsy", af samlebåndet.[2]
  - Under pres fra offentligheden bygger brødrene en lastbil.
  - Den amerikanske hær bestiller sportsvogne til striden mod Pancho Villa i Mexico.
  - I 1916 kører General George S. Patton i en Dodge under det første mekaniske kavaleriangreb.[3]
- 1920erne: Begge brødre dør af sygdom med få måneders mellemrum. Dodge Brothers virksomheden bliver købt af en bank i New York for 146 millioner dollars i 1925.
  - Dodge introducerer den lukkede bil fremstillet udelukkende i stål.
  - Dodge bliver den første amerikanske bilproducent der åbner en fabrik i Europa.
  - Dodge-lastbiler sælges under navnet Graham.
  - I 1928 sælges Dodge til Chrysler Corporation.[4]
- 1930erne: Bilerne sendes til Europa i samlesæt, så den kan samles lokalt.
  - Dodges nuværende logo med vædderen tages i brug.
  - Dodge-lastbiler bliver meget populære i Europa.
  - Lastbilproduktionen flyttes til Chryslers fabrik i England.
  - Dodge introducerer Straight 8-motoren.
  - I USA rettes Dodge-produkterne mod det arbejde de skal udføre – de bliver designet til specifikke serviceydelser.[5]
  - I 1938 skifter firmaet navn fra Dodge Brothers til kun at hedde Dodge.[2]
- 1940erne:
  - Dodge fremstiller biler, reservedele og motorer til flyvemaskiner under 2. verdenskrig.
  - En fabrik på over 1800 km² åbner i Chicago.
  - Efterspørgslen for Dodge-lastbiler stiger markant, og 400.000 lastbiler eksporteres til hele verdenen.
  - En ny Pilot House pickup tilføjes til Dodge Powerwagons-produktlinien. Den anvendes under krigen og bliver fremstillet som civilt og militært køretøj helt op til 1970.[6]
- 1950erne: Det nye Forward Look-image introduceres. Der er nu svungne halefinner, hvælvede forruder og forsænkede dørhåndtag på bilerne.
  - Dodge-lastbilerne går til filmen for første gang og medvirker i adskillige film gennem årene.
  - Dodge introducerer sin første Hemi V8-motor i 1953.[7] Motoren var en variant af Chrysler Corporations berømte Hemi-motordesign.[2]
  - I 1954 vandt Dodge Mobilgas Economy Run med 25,4 mil per gallon.
- 1960erne: En helstøbt Dart-bil i monocoque-konstruktion introduceres.
  - Dodge lancerer drejelige førersæder og selv-indstillelige bremser.
  - Club Cab-lastbilerne introduceres og har ca. 1 m³ beskyttet ekstra lastplads.
  - Dodge I.C. Fields-fabrikken støtter deltagere i American I.C. Stockcarløbet.[8]
- 1970erne: Den engelsk designede Hillman Hunter, også kendt som Dodge 1500 og Dodge Polara er en tidlig verdensbil, dvs. en bil der sælges på alle markeder, og fremstilles i flere lande.
  - Dodge indleder et samarbejde med Mitsubishi om salg af den lille Colt.
  - Den succesfulde Dodge Omni hatchback med forhjulstræk lanceres i 1978. Samme år blev den europæiske version, Chrysler Horizon, årets bil i Europa.[2]
  - I USA er Dodge pickuppen L'il Red Express den hurtigste amerikansk-producerede bil i 1978.[9]
- 1980erne: Omni får kraftigere motorer, herunder en udgave tilrettet af Carroll Shelby.
  - Den første forhjulstrukne pickup, Dodge Rampage, introduceres.
  - I slutningen af 1980erne kræver kunderne at der gives grønt lys til at sætte Dodge Viper-konceptet i produktion.
  - MPVen Dodge Caravan lanceres i USA.
  - Dodge-lastbilerne konkurrerer i 1980 Safari Rally i Kenya – med succes.[10]
- 1990erne: Den første pickup med kaleche, cabrioleten Dodge Dakota, lanceres.
  - Ram-sportspakken til folk med forkærlighed for skræddersyede pickups præsenteres, og det samme gør Quad-Cab – den første pickup med højrehængslede døre.
  - Dodge vender tilbage til NASCAR.
  - Dodge Viper lanceres med stor succes.
  - Cummins Turbodieselmotorer og Dodges Big Rig-design introduceres.[11]
- I 2004 solgte Dodge mere end 1,4 millioner biler.[2]

## Modeller

### Modeller der nu produceres af Ram Trucks
- Dodge Dakota
- Dodge Ram 1500/2500/3500
- Dodge Ram Chassis

### Nuværende modelrække
- Dodge Avenger – mellemklassebil.
- Dodge Caliber – lille mellemklassebil.
- 2009- Dodge Challenger – sportsvogn.
- Dodge Charger – 4-dørs sportsedan.
- 2007- Dodge Grand Caravan – minibus (forhandles i Danmark som Chrysler Voyager).
- Dodge Journey – mellemklassebil.
- Dodge Nitro – Crossover baseret på Jeep Liberty.
- Dodge Viper – supersportsvogn.
- Dodge Sprinter – varebil (forhandles i Danmark som Mercedes-Benz Sprinter).
- Dodge Magnum - halvstore bil

### Kommende modeller
- Dodge Nitro Detonator – en sportsversion af Dodge Nitro